# Дурдыев, Карли
Карли Дурдыев — советский хозяйственный, государственный и политический деятель.

## Биография
Родился в 1919 году в Тахта-Базарском районе. Член КПСС с 1945 года.
С 1936 года — на хозяйственной, общественной и политической работе. В 1936—1985 гг. — колхозник, военнослужащий Советской Армии, бригадир полеводческой бригады, агроном, заведующий конефермой колхоза, председатель сельского Совета, председатель колхоза имени Кирова Тахта-Базарского района Марыйской области Туркменской ССР.
Избирался депутатом Верховного Совета СССР 8-го созыва, Верховного Совета Туркменской ССР 7-го, 9-10-го созывов.
Жил в Туркменистане.

## Награды и звания
- орден Ленина (27.03.1976)
- орден Октябрьской Революции (08.04.1971)
- орден Трудового Красного Знамени (11.01.1957)
- орден Дружбы народов (13.03.1981)
- орден «Знак Почёта» (01.10.1965)